# Fu Sinian
Fu Sinian (ur. 26 marca 1896, zm. 20 grudnia 1950) – chiński intelektualista, historyk.

## Życiorys
Pochodził z Liaocheng w prowincji Shandong. Od 1916 roku studiował na Uniwersytecie Pekińskim. Należał do czołowych przywódców studenckich angażujących się w tzw. Ruch Nowej Kultury, był jednym z redaktorów postępowego czasopisma Nowy Przypływ (新潮, Xin Chao). Na jego łamach oraz w licznych artykułach atakował tradycyjną operę chińską i nawoływał do jej reformy w oparciu o wzorce teatru zachodniego. Fu twierdził także, że po 4000 lat rządów autokratycznych mieszkańcy Chin nie tworzyli w ogóle społeczeństwa i należy dopiero przystąpić do jego budowy. Jako zwolennik okcydentalizacji Państwa Środka głosił radykalne postulaty całkowitego porzucenia pisma chińskiego i zastąpienia go alfabetem łacińskim. Zaangażował się w działalność Ruchu 4 Maja, jednak po rozłamie w środowisku studenckim znalazł się w grupie naukowców zajmujących się unowocześnieniem chińskiej nauki oraz badaniom nad historią i kulturą, dystansujących się od komunizujących politycznych aktywistów.
W 1920 roku podjął studia na University College London, skąd trzy lata później przeniósł się na Uniwersytet Humboldtów w Berlinie (który ukończył w 1926 roku). Po powrocie do ojczyzny poświęcił się studiom nad starożytnymi Chinami; wskazywał na priorytetowe znaczenie odkryć archeologicznych i badań nad historią pisma (napisy na kościach wróżebnych, napisy na brązach) w tej materii. Jest autorem teorii, według której kultury Longshan i Yangshao, z których wyrosła cywilizacja chińska, były dziełem dwóch różnych grup etnicznych.
W 1927 roku utworzył Instytut Historii i Filologii na Uniwersytecie im. Sun Jat-sena w Kantonie, zaś od 1928 roku był pracownikiem pekińskiej Academia Sinica. W tym okresie ostro atakował tradycyjną medycynę chińską, uznając ją za zwykły zabobon i paranaukę, nawołując do jej całkowitego wyrugowania i zastąpienia medycyną akademicką. Angażował się także w intelektualną walkę z japońską agresją, w serii prac historycznych dowodząc, że Mandżuria i inne ziemie na północy są nierozerwalnie związane z państwem chińskim.
Po zwycięstwie komunistów Mao Zedonga w 1949 roku uciekł na Tajwan, gdzie zaangażował się w tworzenie Tajwańskiego Uniwersytetu Narodowego w Tajpej (którego był pierwszym rektorem).